# Poquoson
Poquoson is een van de 38 onafhankelijke steden in de Amerikaanse staat Virginia.
De stad heeft een landoppervlakte van 40 km² en telt 11.566 inwoners (volkstelling 2000).
County's:

Accomack County · Albemarle County · Alleghany County · Amelia County · Amherst County · Appomattox County · Arlington County · Augusta County · Bath County · Bedford County · Bland County · Botetourt County · Brunswick County · Buchanan County · Buckingham County · Campbell County · Caroline County · Carroll County · Charles City County · Charlotte County · Chesterfield County · Clarke County · Craig County · Culpeper County · Cunmberland County · Dickenson County · Dinwiddie County · Essex County · Fairfax County · Fauquier County · Floyd County · Fluvanna County · Franklin County · Frederick County · Giles County · Gloucester County · Goochland County · Grayson County · Greene County · Greensville County · Halifax County · Hanover County · Henrico County · Henry County · Highland County · Isle of Wight County · James City County · King and Queen County · King George County · King William County · Lancaster County · Lee County · Loudoun County · Louisa County · Lunenburg County · Madison County · Mathews County · Mecklenburg County · Middlesex County · Montgomery County · Nelson County · New Kent County · Northampton County · Northumberland County · Nottoway County · Orange County · Page County · Patrick County · Pittsylvania County · Powhatan County · Prince Edward County · Prince George County · Prince William County · Pulaski County · Rappahannock County · Richmond County · Roanoke County · Rockbridge County · Rockingham County · Russell County · Scott County · Shenandoah County · Smyth County · Southampton County · Spotsylvania County · Stafford County · Surry County · Sussex County · Tazewell County · Warren County · Washington County · Westmoreland County · Wise County · Wythe County · York County
Onafhankelijke steden:

Alexandria · Bristol · Buena Vista · Charlottesville · Chesapeake · Colonial Heights · Covington · Danville · Emporia · Fairfax · Falls Church · Franklin · Fredericksburg · Galax · Hampton · Harrisonburg · Hopewell · Lexington · Lynchburg · Manassas · Manassas Park · Martinsville · Newport News · Norfolk · Norton · Petersburg · Poquoson · Portsmouth · Radford · Richmond · Roanoke · Salem · Staunton · Suffolk · Virginia Beach · Waynesboro · Williamsburg · Winchester